# Correbidia continentalis
Correbidia continentalis är en fjärilsart som beskrevs av Max Wilhelm Karl Draudt 1915. Correbidia continentalis ingår i släktet Correbidia och familjen björnspinnare. Inga underarter finns listade i Catalogue of Life.